# بات ويلزي
بات ويلزي (بالإنجليزية: Pat Welsh)‏ هو صحفي أسترالي، ولد في 1957.